# ジラール・ペルゴ
ジラール・ペルゴ（Girard-Perregaux、フランス語発音: [ʒiʁaʁ pɛʁəɡo]、[Zhi-RAHR Peh-reh-GOH]発音例、GP）は、スイスのラ・ショー＝ド＝フォンに本社を置く、1791年創業の高級時計メーカーである。
モダンなデザインの中にアンティークの要素を残したコレクションが多く、シンプルな2針から複雑機構まで、多彩な自社製機械式ムーブメントを搭載したタイムピースを製造している、歴史あるマニュファクチュールとして知られる。

## 概要

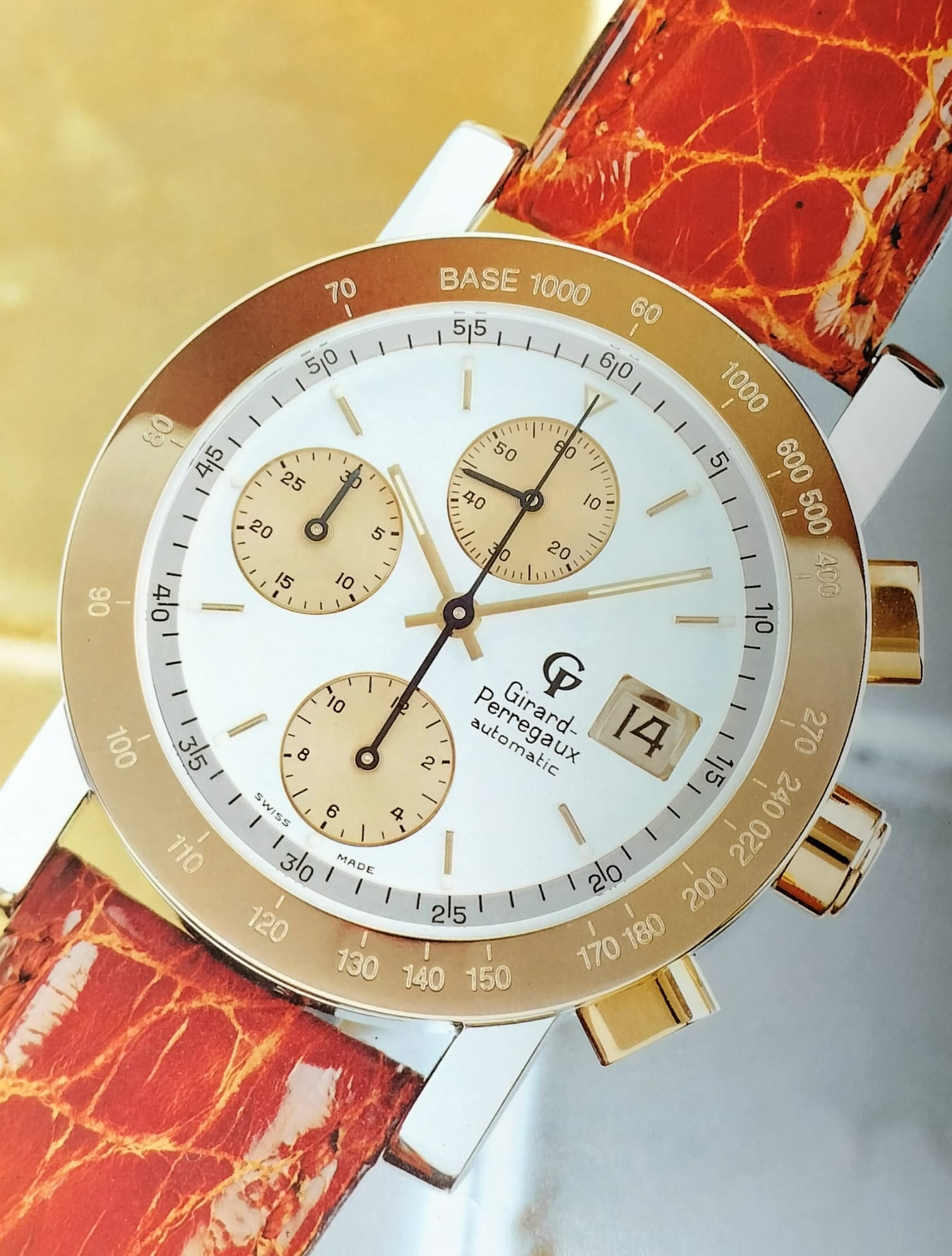
ジョルジオ・アルマーニが愛用したGP7000（1990年代）

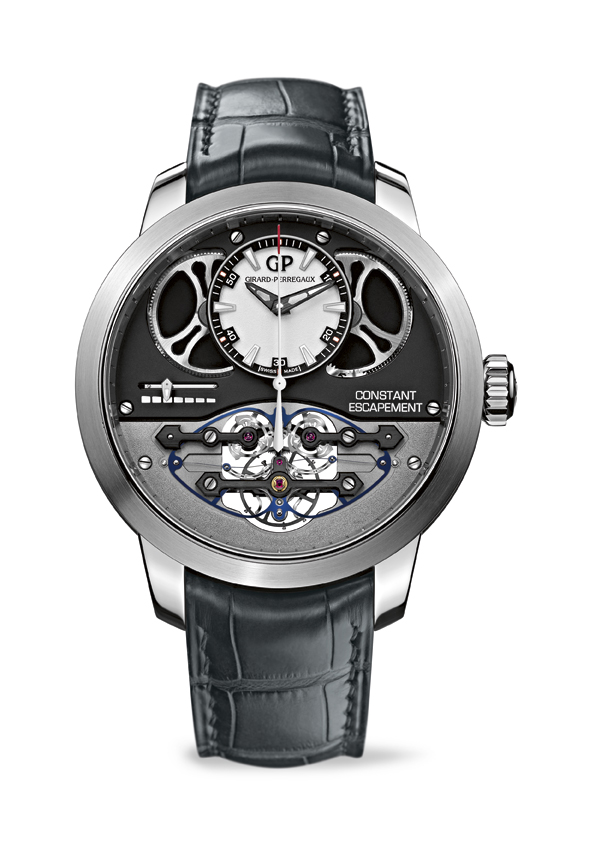
コンスタント・エスケープメント（2013年）

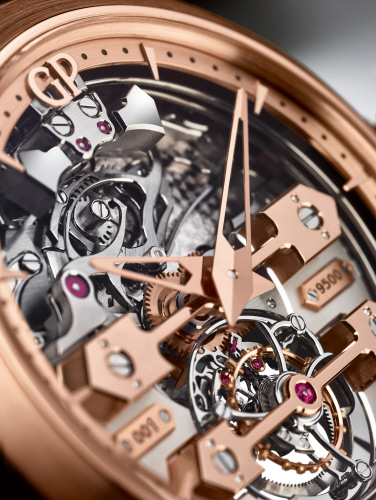
ゴールド・ブリッジ付きミニッツリピーター・トゥールビヨン（2015年）

1791年に時計職人のジャン＝フランソワ・ボットがジュネーブで時計製造を開始。そしてボットの工房設立から半世紀以上が過ぎた1852年に、コンスタン・ジラールがラ・ショー・ド・フォンに時計工房を開き、1906年にボットの工房を買収・合併したことで、現在のジラール・ペルゴの礎が築かれた。社名が誕生したのは1856年のことであり、コンスタン・ジラールとその妻マリー・ペルゴの2人の姓を組み合わせたものである。
史上初めて腕時計の量産を行い、のちに世界水準となる高精度な時計用クォーツの開発に成功するなど、その長い歴史の中でいくつかの先駆的な発明を成し遂げている。なかでも1867年に開発された、並行にならべた3つのブリッジを備えたトゥールビヨン「スリー・ブリッジ トゥールビヨン」は、その改良されたモデルが1889年のパリ万国博覧会で金賞を獲得し、ジラール・ペルゴの国際的な名声を一挙に高めた。この独創的機構を象徴するアロー型ブリッジのデザインは、現在のジラール・ペルゴのロゴに採用されている。
1970年代にクォーツショックによる経営危機を経験しており、その立て直しを図ったのが、元レーサーのイタリア人実業家、ルイジ・マカルーソである。1980年代から90年代にかけて、マカルーソの指揮によって伝統的なマニュファクチュールへの回帰に歩みを進めたジラール・ペルゴは、同社の時計を愛用していたファッションデザイナーのジョルジオ・アルマーニが広告塔となり、さらに高級スポーツカーメーカーのフェラーリとパートナーシップを締結するなどして、一躍人気ブランドになった。
その後も堅実な機械式時計製造を続けているほか、高級スポーツカーメーカーのアストンマーティンや高級ワインシャトーのシャトー・ラトゥールといった様々な分野の一流メーカーとパートナーシップを締結するなどして、現在の高級時計メーカーとしての地位を確立している。
2011年、ジャンリシャールとともに所属している親会社のソーウィンドグループがフランスのPPRグループ傘下となり、2013年の組織改編によりケリンググループの一ブランドとなったが、2022年、ケリングがソーウィンドグループの株式をパトリック・プルニエCEOらにすべて売却（マネジメント・バイアウト）したのに伴い、改めて独立した。

### 日本との関係
1860年代、ジラール・ペルゴは国外への輸出に力を注いだが、その際ブランドの代理人を創業者の妻マリー・ペルゴにいた兄弟3人が務めた。そのうちの1人であるフランソワ・ペルゴは、幕末の動乱のさなかである1861年に来日、横浜に商館を置き懐中時計の販売をはじめ、1864年には正規代理店を開設した。すなわち日本に最初に正規輸入されたスイス時計はジラール・ペルゴであり、日本と縁の深いスイス時計ブランドとなっている。

## 年表

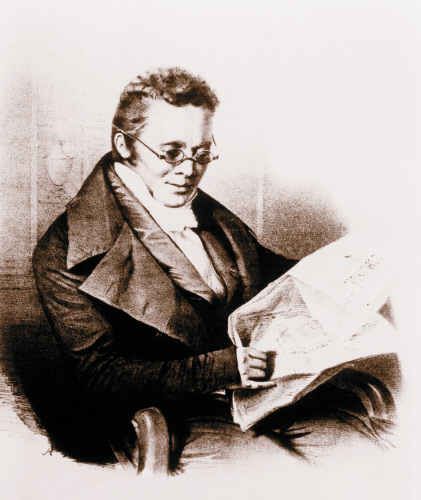
ジャン＝フランソワ・ボット

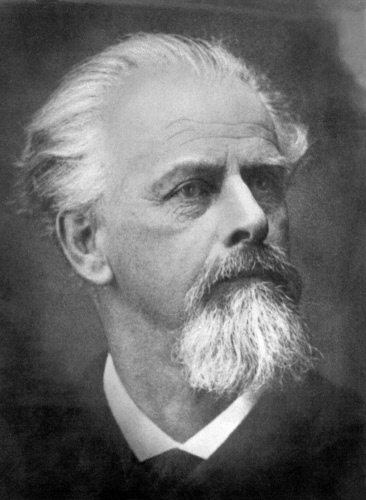
コンスタン・ジラール

ジラール・ペルゴがドイツ海軍将校用に製造した史上初の量産型腕時計

ラ・エスメラルダ

- 1791年 - ジャン＝フランソワ・ボット（Jean-François Bautte）が時計を製作。
- 1793年 - "Moulinié & Bautte"をJacques-Dauphin Mouliniéと設立。
- 1804年 - Jean-Gabriel Moynierを共同経営者に迎え"Moulinié, Bautte & Cie"に社名変更。同年に時計専門のBautte社を設立。
- 1837年 - 11月30日にャン＝フランソワ・ボット死去、ジャック・ボット（Jacques Bautte）とジャン・サミュエル・ロッセル（Jean Samuel Rossel）が後継者になる。
- 1852年 - コンスタン・ジラール（Constant Girard）がジラールを設立。
- 1854年 - ジラールがマリー・ペルゴ（Marie Perregaux）と結婚。
- 1856年 - ラ・ショー＝ド＝フォンに、夫婦の姓を組み合わせたジラール・ペルゴを設立。
- 1861年 - マリーの弟フランソワ・ペルゴが横浜に渡来。日本初のスイス時計商館を横浜に開く。
- 1880年以降 - ヴィルヘルム1世から注文を受けドイツ海軍将校用に腕時計を開発（なお、当時腕時計の登場は時期尚早であり、大きく広まるにはいたらなかった）。
- 1889年 - スリー・ゴールド ブリッジ付トゥールビヨン「ラ・エスメラルダ」がパリ万博（第4回）で金賞を獲得。このモデルの機構は現在も腕時計に採用されている。
- 1906年 - ボットを買収・合併。
- 1928年 - ドイツ人時計師オットー・グラエフ（Otto Graef）がジラール・ペルゴの株を買い取る。
- 1930年 - 腕時計の売り上げが懐中時計の売り上げを上回る。
- 1971年 - 高精度な時計用クォーツの開発に成功、スイス発の量産にまで至る。この時計で定められたクォーツ発振器の周波数32,768Hzは、それ以来ほとんどのクォーツ時計で使用されている発振周波数となっている。
- 1975年 - ラグジュアリー・スポーツウォッチの初期の代表作「ロレアート」をクオーツ時計で発売。デザインはイタリアの建築家、アドルフォ・ナタリーニ（イタリア語版）[6]（ジェラルド・ジェンタと間違えられることが多い）。
- 1988年 - ルイジ・マカルーソ（Luigi Macaluso）、ソーウィンドグループを設立。
- 1992年 - ルイジ・マカルーソ、社長に就任。
- 1993年 - フェラーリとブランド・ライセンス契約を結ぶ。カヴァッリーノ・ランパンテを刻印したスプリット・セコンド・クロノグラフを限定生産。
- 1999年 - ジュネーブの国際高級時計展（SIHH）に初出展。
- 2004年 - アメリカスカップでBMWオラクル・レーシングチームを後援。フェラーリとのライセンス契約終了。
- 2008年 - マンガ「島耕作」とのコラボレーションを行う。島耕作の愛用時計は「ジラール・ペルゴ　ヴィンテージ１９４５」である。
- 2010年 - ルイジ・マカルーソ死去、息子のステファノ・マカルーソが社長に就任。
- 2011年 - PPR傘下となる。
- 2012年 - オメガ、ブランパンなどの時計メーカーで活動した時計師ドミニク・ロワゾー（英語版）を複雑時計製作チームに迎え入れる[7]が彼は翌2013年に死去した。
- 2013年 - 母体企業の組織改編によりケリング保有企業となる。また、新作発表の場をバーゼル・フェアへと移行。シリコン製の新たな脱進機「コンスタント・エスケープメント」搭載モデルを発表[8]。
- 2016年 - 創業255年記念としてロレアートを限定モデルで発表、反響を呼んだため翌17年からレギュラーとして本格的に復活させる。
- 2018年 - ソーウィンドグループのユリスナルダンCEO、パトリック・プルニエがジラール・ぺルゴCEOを兼任。
- 2019年 - SIHHにて「Earth to sky」のテーマの元に新作を発表。地球儀と天球儀、そしてトゥールビヨンを備えた「コスモス」やブラックとブルーのコンビネーションの「ロレアート アブソルート」などを発表。
- 2022年 - ケリングから独立。